# Ryszard Bolesławski
Ryszard Bolesławski, prawdziwe nazwisko Ryszard Srzednicki, znany też jako Richard Boleslawski, Richard Boleslavsky (ur. 4 lutego 1889 w Mohylowie Podolskim, zm. 17 stycznia 1937 w Hollywood) – polski reżyser filmowy i teatralny, aktor.

## Życiorys
Ryszard Srzednicki urodził się 4 lutego 1889 roku w Mohylowie Podolskim w rodzinie Walentego Srzednickiego (zm. 1903) i Klotyldy z Krajewskich Pomian-Srzednickiej (zm. 1913). Po śmierci ojca przeprowadził się z matką do Odessy, gdzie w 1906 roku ukończył szkołę realną. Kształcił się na wyższej uczelni technicznej i na Uniwersytecie w Odessie, zamierzając poświęcić się dziedzinie rolnictwa.
W Odessie występował m.in. w amatorskich przedstawieniach teatralnych, a następnie grał w trupie wędrownej. W 1908 roku zdał egzamin do Moskiewskiego Akademickiego Teatru Artystycznego w Moskwie. Do 1915 roku pracował jako aktor MChAT, a od roku 1912 jako organizator, reżyser i aktor „1. Studia” MChAT. 
Od 1915 roku służył w wojsku carskim i brał udział w I wojnie światowej. Po ukończeniu Twerskiej Szkoły Kawalerii został powołany do jednego z dwóch szwadronów kawalerii Legionu Puławskiego (później przekształconych w 1 pułk Ułanów Krechowieckich), w którym służył do rozwiązania tego pułku po przewrocie bolszewickim w 1917 roku. Wrócił do Moskwy i do MChAT, ale około 1920 roku uciekł do Polski.
Uczestniczył w wojnie polsko-bolszewickiej w szeregach 1 pułku szwoleżerów Józefa Piłsudskiego, będąc wtedy równocześnie twórcą filmów na potrzeby Wojska Polskiego. 8 stycznia 1924 roku został zatwierdzony w stopniu podporucznika ze starszeństwem z 1 czerwca 1919 roku i 250. lokatą w korpusie oficerów kawalerii. Posiadał przydział w rezerwie do 26 pułku ułanów.
W Polsce był modernizatorem inscenizacji teatru polskiego (Mieszczanin szlachcicem Molière’a) i nakręcił m.in. Cud nad Wisłą w 1921 roku. W lutym 1921 roku wyjechał z Polski: pracował najpierw w Berlinie, a następnie w Paryżu. We wrześniu 1922 roku wraz z zespołem kabaretowym Marii Kuzniecowej wyjechał na występy do Stanów Zjednoczonych, gdzie pozostał na stałe.
W latach 1924–1929 był dyrektorem inscenizacji w American Laboratory Theatre w Nowym Jorku. Organizacja wpierw została założona jako szkoła aktorska przez niego i byłą aktorkę MChAT Mariję Uspienską. Po roku 1929 Bolesławski stał się jednym z najbardziej znanych reżyserów filmowych. Jego nazwisko znajduje się na Hollywood Walk of Fame przy 7021 Hollywood Boulevard. W 1933 roku zrealizował tam Ostatnią cesarzową, a w 1936 roku Ogród Allaha z Marlene Dietrich – jeden z pierwszych kolorowych filmów w historii. Za zdjęcia do tego filmu W. Howard Greene, Harold Rosson otrzymali w 1937 roku honorowego Oscara.
Zmarł 17 stycznia 1937 roku w Hollywood na atak serca. Został pochowany na Calvary Cemetery w East Los Angeles.

## Dzieła
- Wspomnienia wydane po angielsku w Stanach Zjednoczonych: The Way of the Lancer i Lances Down (obie książki 1932).
- Six Lessons in Dramatic Art 1933.

## Filmografia
Filmy
- 1918: Tri wstrieczi (w Rosji)
- 1920: Bohaterstwo polskiego skauta (w Polsce)
- 1921: Cud nad Wisłą (w Polsce)

W Stanach Zjednoczonych:
- 1929: The Grand Parade
- 1930: The Last of the Lone Wolf
- 1930: Treasure Girl
- 1931: The Gay Diplomat
- 1931: Woman Pursued
- 1932: Ostatnia cesarzowa (z Ethel, Johnem i Lionelem Barrymore)
- 1933: Beauty for Sale
- 1933: Storm at Daybreak
- 1934: Uciekinierzy
- 1934: Hollywood Party
- 1934: Ludzie w bieli (z Clarkiem Gable)
- 1934: Szpieg nr 13
- 1934: Malowana zasłona (z Gretą Garbo, na motywach powieści W.S. Maughama pt. Malowany welon)
- 1935: Clive z Indii
- 1935: Nędznicy (z Fredrikiem Marchem i Charlesem Laughtonem, na motywach powieści Victora Hugo)
- 1935: Metropolitan
- 1935: O’Shaughnessy’s Boy
- 1936: Ogród Allaha (z Marleną Dietrich i Charlesem Boyer)
- 1936: Teodora robi karierę (z Irene Dunne)
- 1936: Three Godfathers (w telewizji jako Miracle in the Sand)
- 1937: Koniec pani Cheyney

Role aktorskie
- 1915: Car Iwan Wasiliewicz Groźny
- 1918: Chleb
- 1918: Ljubov – nenawist’ – smert’
- 1922: Die Gezeichneten